# Gerhard Klingenberg

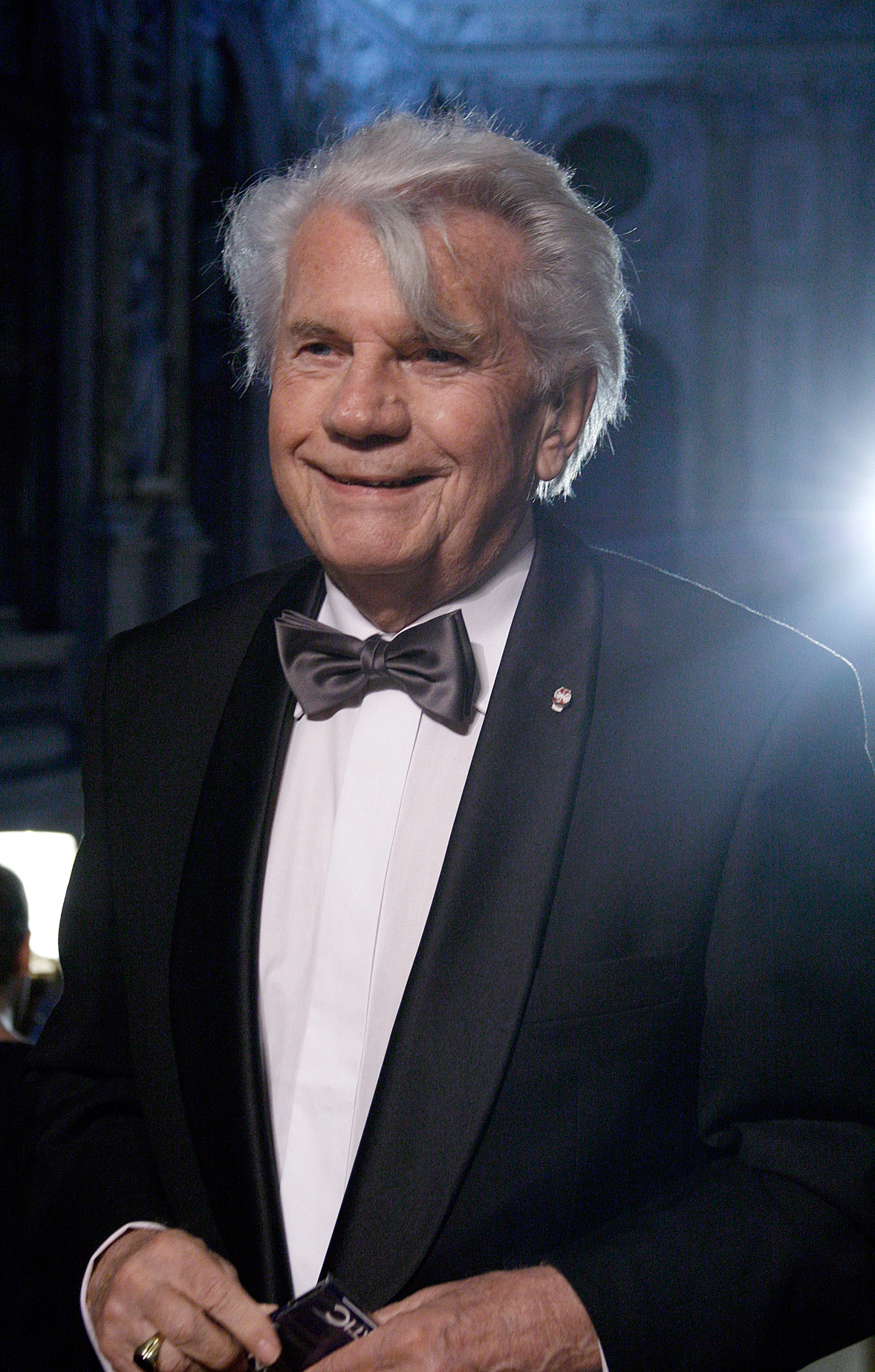
Gerhard Klingenberg (2010)

Gerhard Klingenberg (* 11. Mai 1929 in Wien als Gerhard Schwabenitzky; † 18. Juni 2024 in Villach, Kärnten) war ein österreichischer Schauspieler, Regisseur und Intendant.

## Leben
Klingenberg belegte am Konservatorium Wien Schauspiel- und Regieklassen. Ab 1948 erhielt er erste Engagements an Theatern in St. Pölten, Klagenfurt und Innsbruck.
1956 bewarb er sich beim Berliner Ensemble und sprach bei Helene Weigel vor, die ihn auf der Stelle engagierte. Da er dort keine großen Aufgaben erhielt, arbeitete er auch für den Deutschen Fernsehfunk und führte dort Regie für Fernsehspiele und Theateraufzeichnungen. 1959 führte er Regie bei der ersten Koproduktion von DEFA und DFF, der Kriminalkomödie Spuk in Villa Sonnenschein. Anschließend wurde er von der DEFA mit der Verfilmung des Theaterstücks Was wäre, wenn …? von Hedda Zinner betraut. Die Premiere des Films verzögerte sich wegen ideologischer Bedenken, der Film wurde nach kurzer Zeit aus dem Spielplan genommen. Nach dem Bau der Berliner Mauer fürchtete Klingenberg um seine Freizügigkeit und kehrte nach Österreich zurück.
Von 1962 bis 1968 war er an Bühnen in Köln, Frankfurt am Main und Hamburg sowie am Düsseldorfer Schauspielhaus, am Schauspielhaus Zürich und an den Münchner Kammerspielen tätig.
Ab 1968 wirkte er als Regisseur am Wiener Burgtheater, wo er von 1971 bis 1976 die Direktion innehatte. Zu Klingenbergs besonderen Verdiensten am Burgtheater gehörte, dass er die damalige europäische Regie-Avantgarde nach Wien holte. So inszenierten unter seiner Leitung unter anderem die Regisseure Claus Peymann, Giorgio Strehler, Peter Hall, Luca Ronconi, Jean-Louis Barrault, Roberto Guicciardini und Otomar Krejča.
Im Anschluss an seine Direktion in Wien ging Klingenberg wieder an das Schauspielhaus Zürich, wo er von 1977 bis 1982 als Direktor tätig war. Danach war er, von 1986 bis 1995, Intendant des Berliner Renaissance-Theaters. Im Anschluss arbeitete er als freier Regisseur.
Neben seiner Arbeit am Theater wirkte Klingenberg an zahlreichen Fernsehproduktionen als Schauspieler, Regisseur und Drehbuchautor mit und betätigte sich zudem als Shakespeare-Übersetzer.
Klingenberg war der Vater des Regisseurs Reinhard Schwabenitzky; seine Schwiegertochter die deutsch-österreichische Schauspielerin Elfi Eschke.
Gerhard Klingenberg starb im Juni 2024 im Alter von 95 Jahren. Er wurde am 29. Juni 2024 auf dem Matzleinsdorfer Friedhof (Gruppe 2, Nummer 112) in Wien beigesetzt.

## Filmografie (Auswahl)
- 1959: Was wäre, wenn …? (Regie)
- 1959: Spuk in Villa Sonnenschein (Regie)
- 1960: Guten Tag, lieber Tag (Regie und Drehbuch)
- 1962: Tevya und seine Töchter (Regie)
- 1962: Süden (Regie)
- 1963: Beatrice und Juana (Regie)
- 1963: Große Schmährede an der Stadtmauer (Regie)
- 1963: Der Mann aus England (Regie)
- 1963: Unterm Birnbaum (Regie)
- 1963: Kean (Regie)
- 1964: In der Sache J. Robert Oppenheimer (Regie)
- 1964: Romeo und Julia (Regie)
- 1964: Der Strohhalm (Regie)
- 1964: Das Opfer Helena (Regie)
- 1964: Thomas More (Regie)
- 1965: Mademoiselle Löwenzorn (Regie)
- 1965: Wahn (Regie)
- 1965: Brooklyn-Ballade (Regie)
- 1965: Ein Wintermärchen (Regie)
- 1966: Trauer muß Elektra tragen (Regie)
- 1966: Wechselkurs der Liebe (Regie und Drehbuch)
- 1966: Die gelehrten Frauen (Regie)
- 1966: Wo wir fröhlich gewesen sind (Regie)
- 1966/67: Das schwedische Zündholz (Regie und Drehbuch)
- 1967: Kabale und Liebe (Regie und Drehbuch)
- 1968: Der Unbestechliche (Regie)
- 1968: Die Träume von Schale und Kern (Regie)
- 1968: Der Tod des Handlungsreisenden (Regie und Drehbuch)
- 1968: Tragödie auf der Jagd (Regie)
- 1968: Frühere Verhältnisse (Regie)
- 1968: Die Wilde (Regie)
- 1969: Der Talisman (Regie)
- 1969: Das Interview (Regie)
- 1969: Was kam denn da ins Haus? (Regie und Drehbuch)
- 1970: Ardèle oder das Gänseblümchen (Regie)
- 1970: Friede den Hütten! Krieg den Palästen! (Regie)
- 1976: Kabale und Liebe (Regie)
- 1977: Morgen (Regie)
- 1978: Der Spinnenmörder
- 1986: Mord am Pool (Regie)
- 1988: Aufrichtige Lügnerin (Regie und Drehbuch)
- 1989: Ich melde einen Selbstmord (Regie)

## Theater

### Regie
- 1957: Georg Kaiser: David und Goliath – (Maxim-Gorki-Theater Berlin)

### Darsteller
- 1957: Gert Weymann: Generationen (Klaus Krüger) – Regie: Gert Beinemann (Maxim-Gorki-Theater Berlin)

## Auszeichnungen
- 1964: Fernsehfilmpreis der Deutschen Akademie der Darstellenden Künste für In der Sache J. Robert Oppenheimer
- 1999: Großes Ehrenzeichen für Verdienste um die Republik Österreich[5]
- 2002: Jakob-Prandtauer-Preis für Wissenschaft und Kunst
- 2009: Großes Goldenes Ehrenzeichen für Verdienste um die Republik Österreich[5]
- Internationaler Kritikerpreis
- Ehrenkreuz für Kunst und Wissenschaft I. Klasse